# Copa da Liga Escocesa 2008–09
A Copa da Liga Escocesa de 2008-09 foi a 63º edição do segundo mais importante torneio eliminatório do futebol da Escócia. O campeão foi o Celtic F.C., que conquistou seu 14º título na história da competição ao vencer a final contra o Rangers F.C., pelo placar de 2 a 0.

## Premiação
| Copa da Liga Escocesa de 2008-09 |
| Escócia                          |
| -------------------------------- |
| Celtic F.C. Campeão (14º título) |